# Lates stappersii
Lates stappersii е вид лъчеперка от семейство Latidae.

## Разпространение
Видът е разпространен в Бурунди, Демократична република Конго, Замбия и Танзания.